# Auguste Rollier
Henri-Auguste Rollier, dit Auguste, né le 1er octobre 1874 à Saint-Aubin et mort le 30 octobre 1954 à Leysin, est un médecin suisse spécialisé dans la construction et la gestion de cliniques d’altitude, tout particulièrement pour soigner la tuberculose.

## Biographie
Après avoir obtenu son doctorat à l'université de Berne en 1900 et passé une période d'assistanat de chirurgie chez le professeur Theodor Kocher, Rollier s'établit à Leysin en 1903. Il y ouvre une première clinique destinée aux enfants, Le Chalet, où il fait ajouter de larges galeries pour les cures héliothérapiques. Puis il poursuit la construction de sanatoria et d’établissements sanitaires jusqu’à dominer un véritable empire : en 1940, il est responsable de dix-huit cliniques accueillant près de 1500 tuberculeux.
Tirant parti du climat, Rollier se rattache à l’école des procédés héliothérapiques initiés par Niels Ryberg Finsen au Danemark et Oskar Bernhard (de) à Saint-Moritz Grisons. Leysin, remarquablement exposée, se prête particulièrement à la mise au point de sa "cure solaire" et devient dès lors une station climatique réputée. L’héliothérapie est destinée avant tout aux malades atteints de tuberculose et se fonde sur les effets stimulants du climat d'altitude et du bain de soleil. Voulant renforcer l'ensemble de l'organisme, Rollier prône l’exercice physique et toutes les activités développant la vie morale et spirituelle (chœurs de malades, bibliothèque, scoutisme).
En 1909, la Clinique des frênes, premier établissement construit entièrement par Rollier, est planifiée vraisemblablement par les architectes et entrepreneurs Charles et Henri Chaudet, frères, de Montreux. L’édifice intègre au mieux les idées médicales du concepteur, qui veut créer là une véritable machine thérapeutique. À Leysin toujours, la Clinique Miremont date de 1914.
Rollier instaure également des écoles de plein air et reprend ces principes de soleil et de grand air dans son Sanatorium des enfants, tout comme dans la Clinique militaire suisse (1915). Le Sanatorium des enfants, élevé en 1910-1911 par l’architecte Henri Verrey, se signale par sa construction en gradins destinés à offrir un ensoleillement maximum. En revanche, le plus grand projet de Rollier, la Clinique Manufacture, de 1930, où les malades exercent une activité manuelle, marque un retour à un certain classicisme architectural. Ce célèbre édifice, commencé avant la Première guerre mondiale par les frères Chaudet, a été terminé ultérieurement par Georges Épitaux.
La réputation de Rollier dépasse largement les frontières de la Suisse : de nombreux médecins assistants viennent suivre son enseignement à Leysin, de même que les étudiants de l'université de Lausanne, dont il sera professeur émérite en 1928. Docteur honoris causa des universités de Lausanne (1917) et de Berne (1944). Ses travaux lui ont valu de nombreux prix et diplômes, ainsi que d’être nommé en France chevalier de la Légion d'honneur. Mais l'impact de sa doctrine  s'estompe peu à peu après 1945.

## Sources
Fonds : Rollier (Auguste) (1750 - 2005) [2.10 ml, 10 boîtes, 1 registre et des cartables].  Cote : PP 1028. Archives cantonales vaudoises (présentation en ligne).
- Son activité de médecin et chercheur.
- Le rayonnement de ses idées thérapeutiques, avec des documents illustrant la reconnaissance internationale de ses principes.
- Le réseau de ses relations commerciales, politiques et scientifiques. Notamment le « Livre d'or » de la clinique Les Frênes - dans lequel ont été consignés, de 1915 à 1955, les noms de confrères venus en visite à Leysin.

## Œuvres
- L’école au soleil, Paris, Lausanne, 1915.
- Un projet de colonie maraîchère pour tuberculeux guéris, Lausanne, Ligue vaudoise contre la tuberculose, 1919.
- « La Clinique manufacture internationale : centre d’héliothérapie et d’adaptation au travail pour les tuberculeux chirurgicaux », in Nosokomeion, 4, 2, p. 1240-1258, 1931.
- Le développement des cliniques héliothérapiques de Leysin, Paris, 1938 (tiré à part de Traité d’hélio- et d’actinologie, t. I).
- Quarante ans d’héliothérapie, Leysin, 1944, 179 p.